# 355
Cette page concerne l'année 355  du calendrier julien. Pour l'année 355 av. J.-C., voir 355 av. J.-C. Pour le nombre 355, voir 355 (nombre).
L'année 355 est une année commune qui commence un dimanche.

## Événements
- Juin[1] : début d'une campagne de Constance II en Rhétie contre les Lentienses, peuple alamans vivant les bords du lac de Constance[2].
- 6 juillet : Constance II est à Milan où il est prend ses quartiers d'hiver. Il y reste jusqu'au 5 juillet 356[1].
- 11 août : Silvanus, chef franc rallié à Constance II en 351, se fait proclamer empereur par ses troupes à Cologne après avoir été injustement accusé d'avoir fomenté un complot contre l'empereur[3].
- 7 septembre : Silvanus est assassiné par des hommes de Constance II[3].
- Automne : attaques simultanées des Francs et des Alamans. La ligne du Rhin tout entière est forcée[3]. Quarante-cinq villes, parmi lesquelles Trèves, Mayence et Cologne tombent et sont mises à sac par les barbares. L’invasion déferle jusqu’à Autun. Les Germains s’installent à demeure sur la rive gauche du Rhin, les Francs en Germanie supérieure et en Belgique orientale, les Alamans en Alsace. Les Alamans causent des ravages en Gaule orientale, notamment aux villes de Troyes, Lens et Autun[4].
- 6 novembre : Julien, le frère de Gallus, est fait César par son cousin Constance II à Milan et épouse la fille de ce dernier, Hélène[5].
- 1er décembre : Julien quitte Milan pour prendre ses nouvelles fonctions en Gaule ; il hiverne à Vienne[5].

- Synode arien de Milan. Le pape Libère est exilé à Béroia en Thrace pour avoir refusé les décrets des synodes ariens. L'empereur Constance II désigne Félix II pour le remplacer (fin en 357). Exil des  légats Lucifer de Cagliari, Eusèbe de Verceil, du prêtre romain Pancrace, du diacre Hilaire et de l'évêque Denis de Milan, bannis pour avoir défendu Athanase d'Alexandrie, déposé par le concile[6]. Début du schisme Luciférien en Italie et en Espagne.
- 355-356 : Le roi de Perse Shapur II intervient en Arménie et en Mésopotamie. Son frère Hormizd vit réfugié (depuis 323 ?) auprès de l’empereur Constance II et l’accompagne dans sa visite à Rome en 357[7].

## Décès en 355
- 5 août : Cassien, évêque d'Autun.

## Cinéma
- 355 (The 355) : film de Simon Kinberg produit en 2021 et sorti en 2022 à cause de la pandémie de Covid-19.